# Miskolczy László (rendőrségi fogalmazó)
Miskolczy László (Berzék, 1855. szeptember 22. – ?) a magyar királyi állami rendőrség bűnügyi osztályában fogalmazó.

## Életpályája
Miskolczi Pál református lelkész és kecskeméti Balogh Mária fia. A gimnáziumot és a jogot Sárospatakon végezte. Közpályáját mint ügyvédjelölt 1882-ben Ungvárt kezdte; később Ung vármegye törvényhatóságánál volt tiszteletbeli szolgabíró, majd közigazgatósági tanácsos Ungvár városánál (ahol a legtöbb fizetés 600 forint volt). 1893-ban került Budapestre gyakornoknak az államrendőrséghez, ahol mint fogalmazó dolgozott.
Cikkei a szaklapokban 1900-1901. (A bűnvádi perrendtartás hatása a rendőrségre, A rendőrség térfoglalása, Az összefüggés és bűnhalmazat, A bűntett lefokozása, A közigazgatás reformálása).

## Munkája
- Előzetes eljárás bűnügyekben Budapest, 1902. (Ism. M. Nemzet 32. sz.)